# Luciano Emilio
Luciano Emilio (Ilha Solteira, 12 dicembre 1978) è un ex calciatore brasiliano, di ruolo attaccante.

## Carriera
Nell'amichevole del 26 maggio 2010 al RFK Stadium segnò uno dei tre gol con cui il D.C. United batté il Milan di fronte a 30367 spettatori; gli altri due gol furono segnati da Pontius e Danny Allsopp.